# A Grand Night for Swinging
A Grand Night for Swinging ist ein Jazzalbum von Mary Lou Williams mit Roy Haynes und Ronnie Boykins. Die Aufnahmen entstanden im Winter 1976 im Statler Hotel in Buffalo, New York. Der aus einer Privatsammlung stammende Mitschnitt erschien am 4. März 2008 auf HighNote Records.

## Hintergrund
In den 1950er-Jahren, wurde Williams Mentorin für Musiker der Bebop-Generation; sie förderte Musiker wie Bud Powell, Thelonious Monk oder Dizzy Gillespie. Dann wandte sie sich religiöser Musik zu. Ende der 1960er-Jahre kehrte die Pianistin zu ihren musikalischen Wurzeln, Jazz und Blues zurück und fand allmählich ihren Weg zurück auf die Bühne, insbesondere dank Barney Josephson, der ihr die Türen seines Clubs, des Café Society in New York City, öffnen sollte. Die Aufnahmen mit Haynes und Boykins entstanden 1976, als Mary Lou Williams mit ihren Musikern im Winter 1976 in Buffalo im Statler Hotel auftrat.
Williams spielte an dem Abend neben einer Eigenkomposition (Bag’s Blues) mehrere Standards wie Caravan, I Can’t Get Started, My Funny Valentine  und St. Louis Blues. Baby Man ist ein Stück, das der Saxophonist John Stubblefield schrieb. Die einzige Komposition von Williams selbst ist Bag’s Blues, eine Variation von Milt Jacksons Bags’ Groove, deren Melodie sie von Anfang an zitiert und harmonisch extrapoliert. Das Konzert beginnt und endet mit dem Titelsong, den der Pianist Billy Taylor schrieb und den Williams in den meisten ihrer Sets üblicherweise als Schlussnummer verwendete. Roy Hayens steht in Caravan mit einem ausgedehnten Solo im Mittelpunkt. Nach der Schlussnummer A Grand Night for Swinging gibt es ein fast fünfminütiges Interview mit Williams. Sie erzählt, wie sie im Alter von sechs Jahren anfing, professionell zu spielen (auf dem Schoß anderer Musiker sitzend), diskutiert ihre jahrzehntelange „Unterrichtserfahrung“ mit Andy Kirks Band und schließlich ihr späteres spirituelles Erwachen und ihre vorübergehende Unterbrechung der Beschäftigung mit Jazzmusik.

## Titelliste
- Mary Lou Williams with Roy Haynes, Ronnie Boykins: A Grand Night for Swinging (HighNote Records, HCD 7180)
  1. A Grand Night for Swinging (Billy Taylor) 6:58
  2. I Can’t Get Started (Ira Gershwin, Vernon Duke) 4:48
  3. My Funny Valentine (Rodgers und Hart) 4:53
  4. Bag’s Blues (M.L. Williams) 6:29
  5. St. Louis Blues (W. C. Handy) 7:31
  6. Baby Man (John Stubblefield) 5:58
  7. Caravan (Duke Ellington, Mills, Juan Tizol) 6:54
  8. A Grand Night for Swinging (Taylor) 4:30
  9. Interview with Mary Lou Williams 4:40

## Rezeption

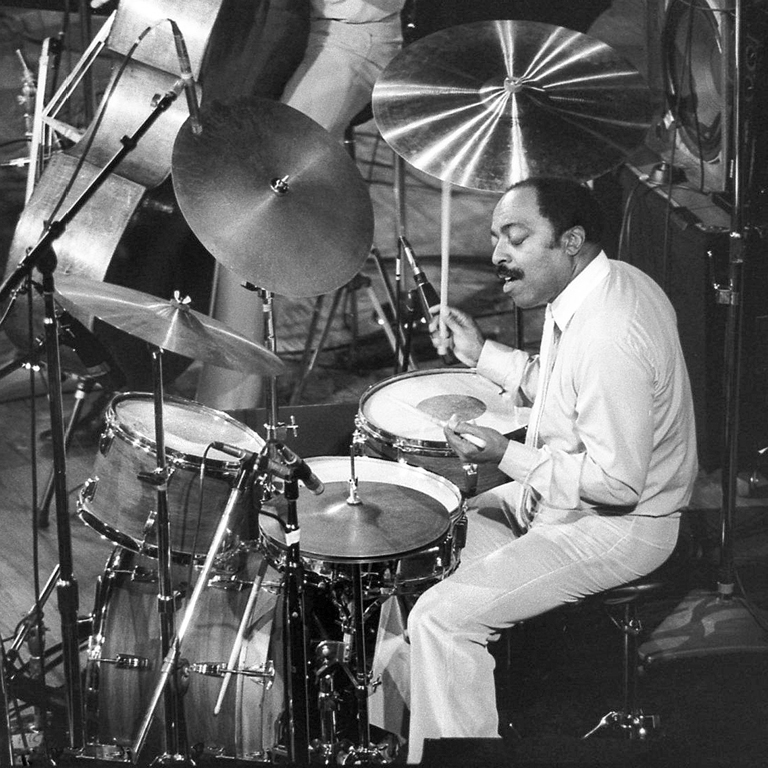
Roy Haynes beim Radio KJAZ Festival, Davies Symony Hall, San Francisco 1981. Foto von Brian McMillen

Thom Jurek verlieh dem Album in Allmusic dreieinhalb Sterne und schrieb, das Material enthalte erstaunlicherweise nur ein Original von Williams. Mit der Aufnahme von W.  C. Handys St. Louis Blues und der Nummer von John Stubblefield (Baby Man) habe Williams gezeigt, dass sie fähig war und in der Tat großen Wert darauf legte, die Moderne des Jazz als einen angemessenen und notwendigen Teil seiner Entwicklung zu feiern, ebenso wie bestimmte Kritiker und Musiker sich davon abwandten. Die Art und Weise, wie beide Stücke hier gespielt werden, sei verblüffend, voller Finesse, großartigem rhythmischem Zusammenspiel und einer atemberaubenden harmonischen Reichweite der Pianistin, der zu diesem Zeitpunkt seit über 50 Jahren professionell spielte. Hier hatte sie immer noch das Kommando und konnte eine Rhythmusgruppe wie diese mit der Leichtigkeit der völligen Herrschaft leiten und ihr Gefühl der Unterstützung und
dahinjagenden Improvisation genießen.
Nach Ansicht von Jack Bowers, der das Album in All About Jazz rezensierte, variiere – wie bei vielen Live-Aufnahmen, insbesondere den vor Jahren entstanden sind – der Klang von Spur zu Spur merklich, mit schwankenden Lautstärkepegeln und einigen Oberflächengeräuschen, aber Williams und ihre Partner erheben sich über diese Fehler, um ein durchweg zufriedenstellendes Programm von Standards und Originalen zu präsentieren. In der Tat war jede Nacht, in der Mary Lou Williams Klavier spielte, eine große Nacht zum Swingen, so das Resümée des Autors. „Das Trio ist in hervorragender Form, und Williams’ sonniges Klavier[spiel] überstrahlt deutlich alle sichtbaren (oder hörbaren) Wolken, was diese Session mehr als lohnenswert macht.“